# História Geral da Civilização Brasileira
História Geral da Civilização Brasileira é uma obra em volumes sobre literatura historiográfica brasileira.

## História

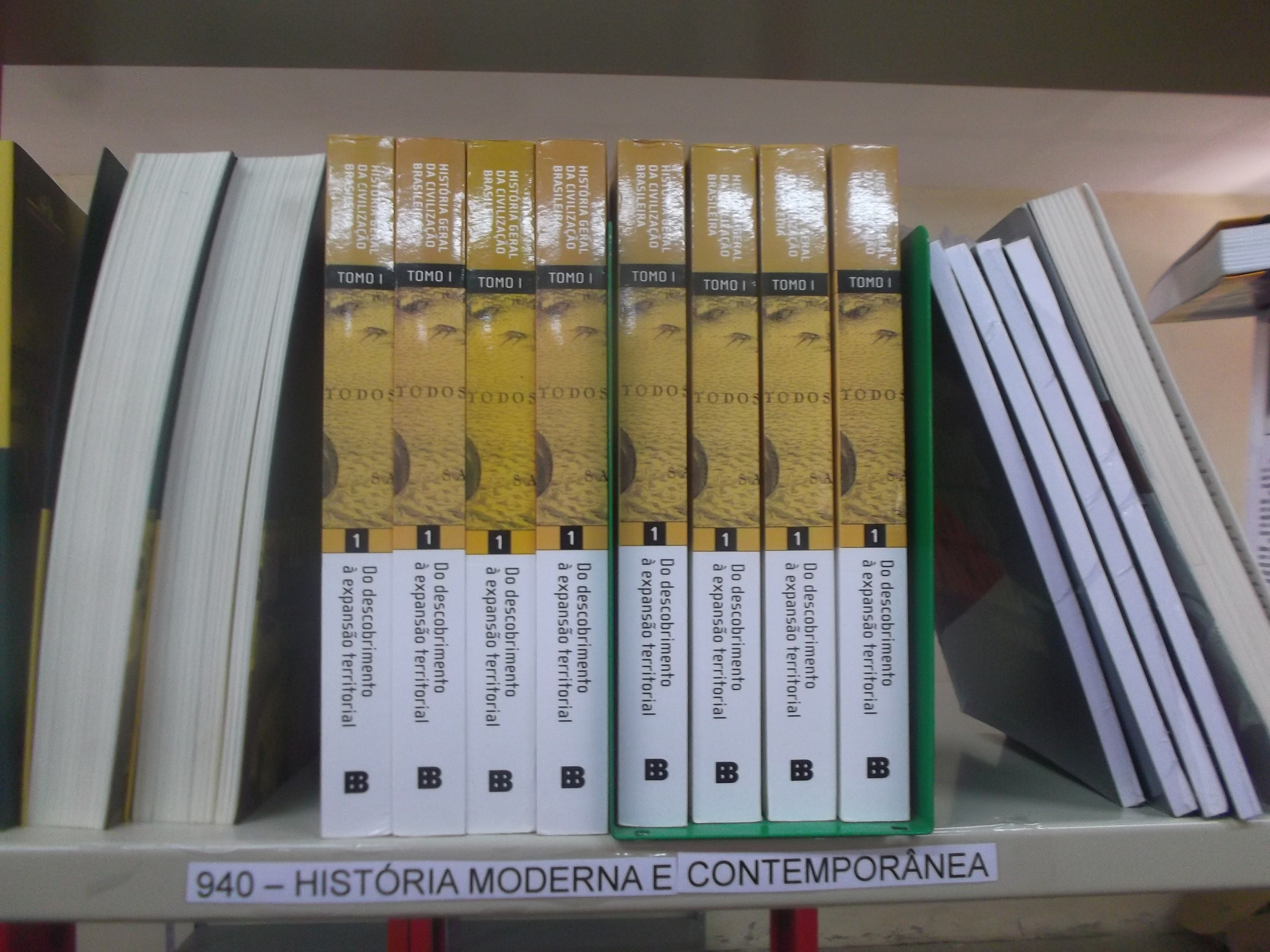
Volumes da edição de 2010 em uma Biblioteca Universitária.

A primeira edição da obra foi publicada em 1960, pela editora Difel, sob a direção de Sergio Buarque de Holanda e Pedro Moacyr Campos; sendo que a edição de 1980 tem o tomo 3, sobre o período republicano, dirigido por Boris Fausto e a 17ª edição foi editada em 2010 já pela Editora Bertrand do Brasil.
De acordo com Eduardo Bueno é inspirada na coleção francesa, História Geral das Civilizações, dirigida por Maurice Crouzet.

## Estrutura
A edição de 2010 é composta de 11 volumes, em três tomos:
- Tomo I - A época colonial
  - Volume 1 - Do descobrimento à expansão territorial
  - Volume 2 - Administração, economia, sociedade
- Tomo II - O Brasil monárquico
  - Volume 3 - O processo de emancipação
  - Volume 4 - Dispersão e unidade
  - Volume 5 - Reações e transações
  - Volume 6 - Declínio e queda do império
  - Volume 7 - Do império à república
- Tomo III - O Brasil republicano
  - Volume 8 - Estrutura de poder e economia (1889-1930)
  - Volume 9 - Sociedade e instituições (1889-1930)
  - Volume 10 - Sociedade e política (1930-1964)
  - Volume 11 - Economia e cultura (1930-1964)